# Wirtschaft und Statistik
Wirtschaft und Statistik (WISTA) ist das zweimonatlich erscheinende Wissenschaftsmagazin des Statistischen Bundesamtes. Die Zeitschrift ist vor allem für Experten mit volkswirtschaftlichem und sozialwissenschaftlichem Bezug in Hochschulen, Unternehmen, Verbänden und Forschungsinstituten interessant. Viele öffentlich zugängliche Bibliotheken haben WISTA abonniert. Die Printversion kostet je Ausgabe 18,00 Euro und der Jahresbezugspreis für 6 Ausgaben beträgt 108,00 Euro; jeweils zuzüglich Versandkosten. Die Onlineausgabe kann auf den Webseiten des Statistischen Bundesamtes kostenfrei abgerufen werden. Begründet wurde die Zeitschrift 1921 in der Weimarer Republik, damals herausgegeben vom Statistischen Reichsamt. Das Erscheinen wurde 1944 im nationalsozialistischen Deutschland eingestellt und 1949 im Zuge der Gründung der Bundesrepublik Deutschland fortgeführt.

## Inhalt und Aufbau
In WISTA werden vertiefende Analysen aus allen Bereichen der Bundesstatistik, wie Wirtschaft, Bevölkerung, Soziales oder Gesundheit, veröffentlicht und methodische Neuerungen und Projekte auf nationaler oder europäischer Ebene dokumentiert. Ergänzt werden die wissenschaftlichen Beiträge durch Kurznachrichten aus dem Arbeitsfeld des Statistischen Bundesamtes, wie beispielsweise nationale und internationale Tagungsankündigungen sowie neu veröffentlichte Publikationen.

## Zugang und Suche
Ab dem Jahrgang 2001 können alle Ausgaben der Zeitschrift kostenfrei im Portable Document Format von den Internetseiten des Statistischen Bundesamtes heruntergeladen werden.
Im „WISTA-Archiv nach Themen“ sind alle seit 2001 erschienenen Aufsätze themenorientiert nach Rubriken archiviert. Die Fundstellen der wichtigsten Beiträge aus allen seit 1949 erschienenen Jahrgängen von „Wirtschaft und Statistik“ enthält das „Systematische Inhaltsverzeichnis“.

## Geschichte der Zeitschrift
Ein Vorläufer von Wirtschaft und Statistik ist bereits im Jahr 1921 erschienen, damals noch als Zeitschrift des Statistischen Reichsamtes. In der heutigen Form wurde Wirtschaft und Statistik erstmals im April 1949 vom Statistischen Amt des Vereinigten Wirtschaftsgebietes veröffentlicht. Im September 1950 übernahm dann das neu gegründete Statistische Bundesamt die Herausgeberschaft.
Die in Wirtschaft und Statistik seit 1949 erschienenen Beiträge sind auch ein Dokument für die Zeitgeschichte der Bundesrepublik Deutschland, denn die gesellschaftlichen Entwicklungen mussten durch Zahlen belegt werden: Von der Versorgung der Bevölkerung mit Nahrungsmitteln und Wohnraum in den Nachkriegsjahren über den Wiederaufbau der deutschen Wirtschaft und das deutsche „Wirtschaftswunder“ spannt sich der Bogen bis hin zur ersten wirtschaftlichen Rezession gegen Ende der 1960er-Jahre. Die großen Reformen, unter anderem im Bildungswesen und im Agrarbereich, in den 1970er-Jahren lassen sich ebenso verfolgen wie die konjunkturellen Einschnitte infolge der Ölkrisen und die beginnende Auseinandersetzung mit Fragen der Umwelt. In den 1980er-Jahren nahm dann die öffentliche Diskussion über das Verhältnis Bürger – Staat im Zusammenhang mit der damals geplanten Volkszählung breiten Raum ein. Auch die Wiedergewinnung der deutschen Einheit und der europäische Einigungsprozess lassen sich nachvollziehen. Das Vordringen des Internets und der Übergang in die Informations- und Wissensgesellschaft, die New Economy und die zunehmende Globalisierung sind ebenso in Wirtschaft und Statistik dokumentiert wie die Einführung des Euro und die europäische Wirtschafts- und Währungsunion. Seit dem Jahr 2000 bestimmten zunehmend die Folgen des demografischen Wandels mit der Reform der sozialen Sicherungssysteme und die politische Diskussion zum Bürokratieabbau die Themen. Die Jahrgänge ab 2009 standen dann im Zeichen der Finanzmarkt- und Wirtschaftskrise 2008/2009 und der dadurch neuerlich angefachten Diskussion über Wachstums- und Wohlstandsmessung, insbesondere im Zusammenhang mit den Empfehlungen der Stiglitz-Sen-Fitoussi-Kommission. Zur Vorbereitung des Zensus 2021 ist ein Sonderheft erschienen, das über die Methoden und Verfahren des registergestützten Zensus 2021 informiert und den Weg zu einem künftigen Registerzensus ab 2031 beschreibt. Während der deutschen EU-Ratspräsidentschaft informieren Beiträge über die Inhalte, Prioritäten und das Arbeitsprogramm des europäischen Statistiksystems.
Das Erscheinungsbild von Wirtschaft und Statistik wurde in diesen mehr als sechs Jahrzehnten von Zeit zu Zeit verändert, zuletzt mit der ersten Ausgabe des Jahrgangs 2015. Außerdem wurde die Periodizität von monatlich auf zweimonatlich umgestellt.